# Piletický a Librantický potok
Piletický a Librantický potok este o arie protejată (arie specială de conservare — SAC, sit de importanță comunitară — SCI) din Republica Cehă întinsă pe o suprafață de 25,35 ha, integral pe uscat.

## Localizare
Centrul sitului Piletický a Librantický potok este situat la coordonatele 50°15′01″N 15°52′22″E / 50.250278°N 15.872778°E.

## Înființare
Situl Piletický a Librantický potok a fost declarat sit de importanță comunitară în noiembrie 2009 pentru a proteja 1 specie de animale. Situl a fost protejat și ca arie specială de conservare în iulie 2014.

## Biodiversitate
Situată în ecoregiunea continentală, aria protejată nu include niciun habitat protejat.
La baza desemnării sitului se află o specie protejată de  nevertebrate: Coenagrion ornatum.